# Eugene Levy

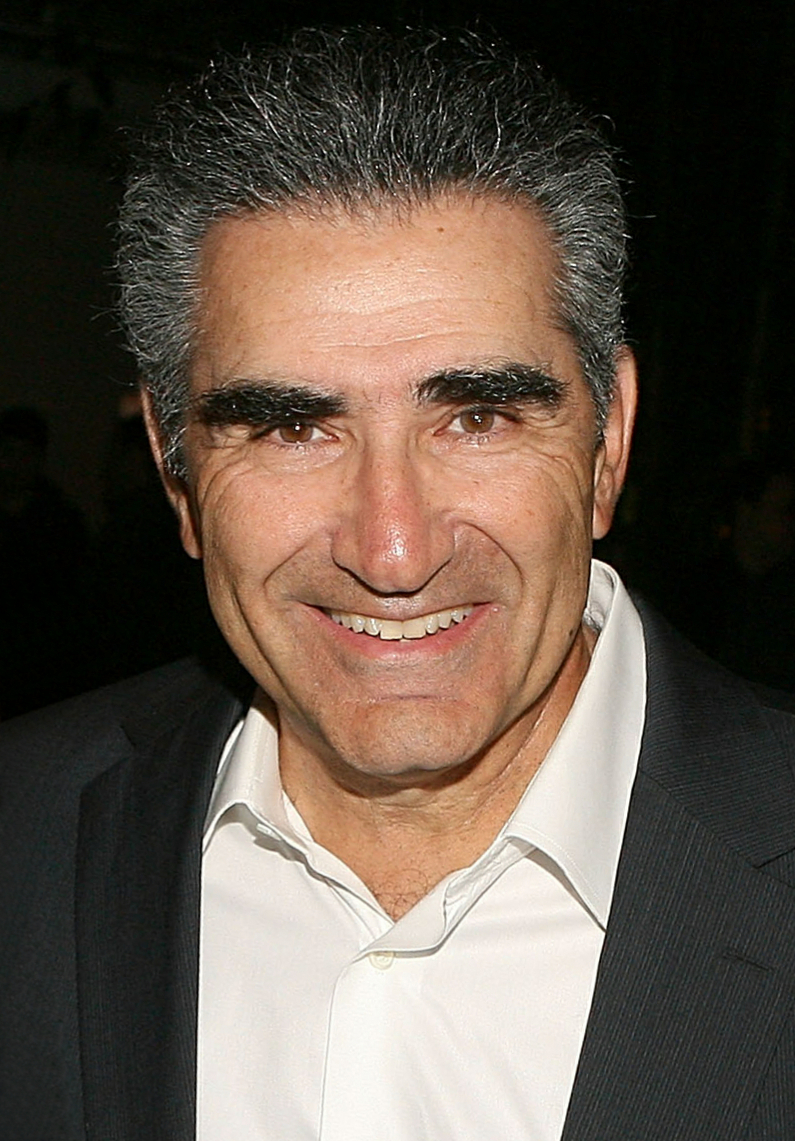
Eugene Levy (2011)

Eugene Levy, CC (* 17. Dezember 1946 in Hamilton, Ontario) ist ein preisgekrönter kanadischer Schauspieler und Komiker.

## Leben und Karriere
Levy studierte zusammen mit Ivan Reitman an der McMaster University Filmwissenschaften. Bekannt wurde Levy 1976 durch die kanadische Comedyserie Second City TV, in der auch Martin Short und John Candy ihre Karrieren starteten. Eugene Levy war bislang in mehr als 100 Film- und Fernsehproduktionen zu sehen. Mit Ausnahme von Cannibal Girls – Der Film mit der Warnglocke (1973), Zwei unter Volldampf (1986), Best in Show (2000) und Cool & Fool – Mein Partner mit der großen Schnauze (2005) hatte er ausschließlich Nebenrollen. Seine bekannteste Rolle ist wohl die des Noah Levenstein, Vater von Jim (gespielt von Jason Biggs) in den American-Pie-Filmen. Levy ist Stammgast in den ersten acht American-Pie-Teilen.
Levy war Ende der 1980er sowie in den 1990er Jahren mehrfach als Regisseur tätig. Mit Es war einmal ein Mord inszenierte er 1992 seinen bislang einzigen Kinofilm. Ferner ist er auch als Drehbuchautor tätig. Von 2015 bis 2020 wurde die von ihm mitentwickelte Serie Schitt’s Creek ausgestrahlt. An der Entwicklung sowie an den Drehbüchern zur Serie ist ebenfalls sein Sohn Daniel beteiligt. Außerdem spielen seine beiden Kinder sowie er selbst in der Serie mit. 2020 wurde er in der Kategorie Outstanding Lead Actor in a Comedy Series für seine Rolle Johnny Rose in Schitt’s Creek mit einem Emmy ausgezeichnet.
Seine deutsche Synchronstimme war seit 1999 überwiegend die von Frank-Otto Schenk (1943–2020). In der Serie Schitt’s Creek wird er von Erich Räuker synchronisiert.
Seit 1977 ist er mit Deborah Divine verheiratet. Mit ihr hat er einen Sohn Dan und eine Tochter Sarah. Beide sind ebenfalls Schauspieler.

## Filmografie (Auswahl)
- 1973: Cannibal Girls – Der Film mit der Warnglocke (Cannibal Girls)
- 1983: Die schrillen Vier auf Achse (National Lampoon’s Vacation)
- 1984: Splash – Eine Jungfrau am Haken (Splash)
- 1986: Club Paradise
- 1986: Zwei unter Volldampf (Armed and Dangerous)
- 1989: Cannonball Fieber – Auf dem Highway geht’s erst richtig los (Speed Zone!)
- 1991: Vater der Braut (Father of the Bride)
- 1992: Es war einmal ein Mord (Once Upon a Crime...)
- 1992: Stay Tuned (Stay Tuned)
- 1994: I Love Trouble – Nichts als Ärger (I Love Trouble)
- 1995: Harrison Bergeron – IQ Runner (Harrison Bergeron)
- 1995: Ein Geschenk des Himmels – Vater der Braut 2 (Father of the Bride Part II)
- 1996: Vier lieben dich (Multiplicity)
- 1996: Waiting for Guffman
- 1998: Fast Helden (Almost Heroes)
- 1999: American Pie – Wie ein heißer Apfelkuchen (American Pie)
- 2000: Best in Show
- 2000: The Ladies Man
- 2001: American Pie 2
- 2001: Weil es Dich gibt (Serendipity)
- 2001: Einmal Himmel und zurück (Down to Earth)
- 2002: Like Mike
- 2002: Repli-Kate
- 2003: A Mighty Wind
- 2003: Im Dutzend billiger (Cheaper by the Dozen)
- 2003: Haus über Kopf (Bringing Down the House)
- 2003: Dumm und dümmerer (Dumb and Dumberer: When Harry Met Lloyd)
- 2003: American Pie – Jetzt wird geheiratet (American Wedding)
- 2004: Ein verrückter Tag in New York (New York Minute)
- 2005: American Pie präsentiert: Die nächste Generation (American Pie Presents Band Camp)
- 2005: Im Dutzend billiger 2 – Zwei Väter drehen durch (Cheaper by the Dozen 2)
- 2005: Cool & Fool – Mein Partner mit der großen Schnauze (The Man)
- 2006: For Your Consideration
- 2006: American Pie präsentiert: Nackte Tatsachen (American Pie Presents The Naked Mile)
- 2007: American Pie präsentiert: Die College-Clique (American Pie Presents: Beta House)
- 2009: American Pie präsentiert: Das Buch der Liebe (American Pie Presents: Book of Love)
- 2009: Taking Woodstock
- 2009: Nachts im Museum 2 (Night at the Museum: Battle of the Smithsonian)
- 2011: Goon – Kein Film für Pussies (Goon)
- 2012: American Pie: Das Klassentreffen (American Reunion)
- 2012: Madea’s Witness Protection
- 2015–2020: Schitt’s Creek (Fernsehserie, 80 Folgen)
- 2016: Findet Dorie (Finding Dory, Stimme)
- 2023–2024: Urlaub Wider Willen mit Eugene Levy (The Reluctant Traveler with Eugene Levy, Fernsehserie, 15 Folgen)
- 2024: Only Murders in the Building (Fernsehserie)

## Auszeichnungen
- 1982: Emmy Award in der Kategorie Outstanding Writing in a Variety or Music Program
- 1983: Emmy Award in der Kategorie Outstanding Writing in a Variety or Music Program
- 2004: Grammy Awards in der Kategorie Best Song Written for a Motion Picture, Television or Other Visual Media
- 2011: Member des Order of Canada
- 2012: Queen Elizabeth II Diamond Jubilee Medal
- 2012: ACTRA Award[1]
- 2020: Emmy Award in der Kategorie Outstanding Lead Actor in a Comedy Series für seine Rolle Johnny Rose in Schitt’s Creek
- 2024: Stern auf dem Hollywood Walk of Fame (7080 Hollywood Blvd.)

## Schriften
- Daniel Levy, Eugene Levy: Best Wishes, Warmest Regards: The Story of Schitt’s Creek. Running Press Book Publishers, 2021, ISBN 978-0-7624-9950-2, S. 368.